# Стумп
Стумп (нидерл. stoemp) — блюдо бельгийской и нидерландской кухни.
Оно состоит из пюре картофеля или других корнеплодов. Стумп также может включать сливки, бекон, различные травы или специи.
Название этого блюда иногда включает виды овощей, из которых оно приготовлено, например вортелстумп (стумп из моркови).
Стумп является популярным блюдом и пользуется широким спросом.
Чаще всего в качестве добавки к картофельному пюре используются репчатый лук, морковь, лук-порей, шпинат, зелёный горошек или капуста, приправленная тимьяном и лавровым листом.
В некоторых семьях стумп подаётся на стол вместе с антрекотом или вырезкой.

## Произношение
Слово «стумп» произносится как [ˈstump], на некоторых диалектах — как [ˈʃtump]. Это типичное слово патуа Брюсселя, в котором, как и в нидерландском языке, «oe» произносится как «у».